# Альчіде Педретті
Альчіде Педретті (італ. Alcide Pedretti, 17 червня 1913, Фівіццано — 26 липня 1941, Мальта) — італійський військовик, учасник Другої світової війни, нагороджений Золотою медаллю «За військову доблесть».

## Біографія
Альчіде Педретті народився 17 червня 1913 року у місті Фівіццано. У 1933 році добровільно вступив до лав ВМС Італії, де здобув фах водолаза. У 1939 році отримав звання сержанта. Перевівся до складу 10-ї флотилії МАС, де був оператором людинокерованих торпед, розроблених Тезео Тезеї.
Брав участь у спеціальних операціях 10-ї флотилії. У серпні 1940 року мав брати участь в атаці порту Александрії (італ. Operazione GA .1). Операція зірвалась через потоплення підводного човна «Іріде» біля узбережжя Лівії. Альчіде Педретті взяв участь у порятунку вцілілих членів екіпажу підводного човна, за що був нагороджений  Бронзовою медаллю «За військову доблесть».
За участь в операції проти Гібралтару 30 жовтня 1940 року (італ. Operazione BG.2) отримав звання старшини II класу (італ. 2° Capo).
У ніч з 25 на 26 липня 1941 року брав участь в атаці Мальти. План операції передбачав, що торпеда, якою керували Тезеї та Педретті, мала підірвати бонові загородження, що прикривали вхід в бухту Валетти, відкривши шлях для вибухових катерів MT. Проте через несправність торпеди Тезеї та Педретті дістались до загородження о 4:30, коли вже почало світати. Щоб не допустити зриву операції, Тезеї свідомо встановив нульову затримку підривача, і підірвав загородження разом із собою та Педретті. 
За цей подвиг Альчіде Педретті посмертно був нагороджений Золотою медаллю «За військову доблесть».

## Вшанування
На честь Альчіде Педретті названа вулиця у місті Фівіццано.
Також на його честь був названий водолазний катер «Alcide Pedretti (Y-499)».

## Нагороди
- Золота медаль «За військову доблесть»
- Бронзова медаль «За військову доблесть»